# David D. Galloway
David Darryl Galloway (* 5. Mai 1937 in Memphis, Tennessee; † 28. Dezember 2019 in Wuppertal) war ein US-amerikanischer Amerikanist, Literaturwissenschaftler, Museumskurator und Autor.

## Leben und Wirken
David D. Galloway studierte Geschichte und Literaturwissenschaft an der Harvard University. 1959 erwarb er dort den Bachelorgrad. Seine Promotion zum Ph.D. im Fachgebiet Anglistik erfolgte 1962 an der University of Buffalo. Seine Tätigkeit als Hochschullehrer begann im gleichen Jahr als Dozent an der dortigen Universität. 1964 wechselte er an die University of Sussex, 1965 an das Trinity College Dublin. 1967 ging er für kurze Zeit an die University of Buffalo zurück, aber im gleichen Jahr an die Universität Hamburg. 1968 wurde er außerordentlicher Professor an der Case Western Reserve University, wo er 1971 eine ordentliche Professur erhielt. Von 1972 bis 2002 lehrte er „American Studies“ an der neugegründeten Ruhr-Universität Bochum.
1975 hatte Galloway eine Gastprofessur an der Universität Kuwait inne.
Neben seiner Tätigkeit als Hochschullehrer betätigte sich Galloway als Journalist für mehrere international bedeutende Zeitungen. Außerdem wirkte er seit seiner Studienzeit als Kurator für Ausstellungen moderner Kunst. 1977 war er Kurator beim Aufbau des neuen Teheraner Museums für Zeitgenössische Kunst. Nach seinem Eintritt in den Ruhestand arbeitete er als Gastkurator u. a. in Venedig, Moskau und Wien und gab eine Reihe von Ausstellungskatalogen heraus. 1988 wurde er Mitglied der Royal Society of Arts.
Neben wissenschaftlichen Arbeiten über amerikanische Literatur betätigte sich Galloway als Schriftsteller und veröffentlichte mehrere Romane.

## Veröffentlichungen (Auswahl)
- The absurd hero in American fiction. Updike, Styron, Bellow, Salinger. University of Texas Press, Austin 1966 (Rev. ed. 1970, ISBN 0-292-70021-0).
- Henry James: The Portrait of a lady (= Studies in English literature, Bd. 32). Arnold, London 1967.
- (Hrsg.): Ten modern American short stories. Methuen, London 1968.
- Edward Lewis Wallant. Twayne Publishers, Boston 1979, ISBN 0-8057-7250-2.
- (Hrsg.): Calamus. Männliche  Homosexualität in der Literatur des 20. Jahrhunderts. Eine Anthologie. Rowohlt, Reinbek 1981, ISBN 3-498-02431-0.
- (Hrsg.): Edgar Allan Poe / The other Poe. Comedies and satires. Penguin, Harmondsworth 1983, ISBN 0-14-039035-9.
- (Hrsg.): Edgar Allan Poe / The fall of the house of Usher and other writings. Poems, tales, essays and reviews. Penguin Books, Harmondsworth 1986, ISBN 0-14-043291-4.
- (mit  Townsend Ludington): The individual conscience as a subject of literary reflexion. The nineteen fifties in the American novel. Univ. de Salamanca, Salamanca 1986, ISBN 84-7481-404-9.
- (Hrsg.): Artware. Kunst und Elektronik. Econ-Verlag, Düsseldorf 1987, ISBN 3-430-13007-7.
- (mit Carole Goodwin): The education of disturbing children. Pupils with learning and adjustment difficulties. 2. Aufl. Longman, London 1988, ISBN 0-582-49720-5.
- (Red., mit Christian Sabisch): Sommeratelier. Junge Kunst in Europa. Klinkhardt u. Biermann, München 1990, ISBN 3-7814-0293-2.
- (Hrsg.): Petrus Wandrey. Bilder, Skulpturen, Objekte. Oktagon, Köln 1999, ISBN 3-89611-069-1.

Belletristische Werke
- Melody Jones (= New writers, Bd. 12). Calder, London 1976, ISBN 0-7145-3542-7.

- A family album. A novel. Calder, London 1978, ISBN 0-7145-3682-2.
- Lamaar Ransom. Private eye. Calder, London 1979, ISBN 0-7145-3686-5.
- Tamsen. Harcourt Brace Jovanovich, San Diego 1983.